# Caye St. Georges
La Caye St. Georges  est un atoll de la mer des Caraïbes, qui fait face à Belize City et appartient administrativement du District de Belize.
Le village de l'île est également connu sous le nom de St. George's Caye. En 2000, il y avait une population permanente d’environ 20 personnes.

Outre plusieurs résidences privées, l'île abrite également le complexe St. George's Caye Resort . Les activités du complexe sont axées sur la plongée, la voile et la plongée en apnée.

## Histoire
L'île était auparavant connue des Espagnols sous le nom de "Cayo Cocina" ou "Kitchen Cay". C'était une ville établie en 1650 et elle était la plus grande colonie de ce qui était alors le Honduras britannique aux 17e et 18e siècles. Cependant, son importance a finalement été éclipsée par la croissance de Belize City. St. George's Caye fut la première capitale du Belize dans les années 1700. Après la Capture of Cayo Cocina (en) par les Espagnols en 1779, du 3 au 10 septembre 1798, les colons britanniques se sont battus et ont défait une petite flotte espagnole chargée de les chasser de la région. Cette bataille est marquée comme une fête nationale au Belize, chaque 10 septembre, sous le nom de Bataille de St George's Caye.
L’armée britannique dispose toujours d’un centre de formation, permettant aux membres des forces armées britanniques stationnées à proximité de British Army Training and Support Unit Belize (en) (BATSUB) et à leurs familles de participer à des activités telles que la plongée et la voile.

## Galerie

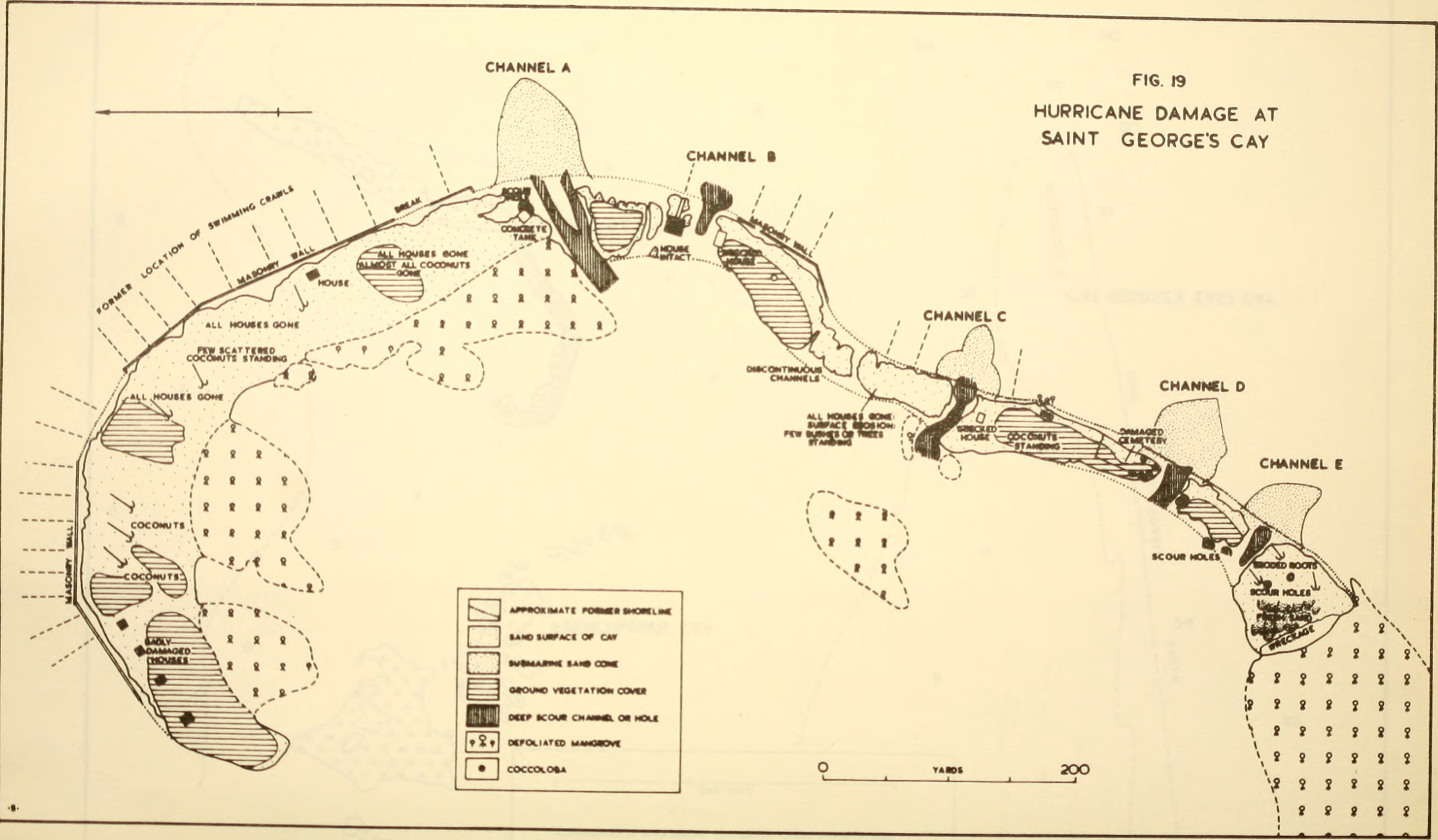
Carte de l'atoll
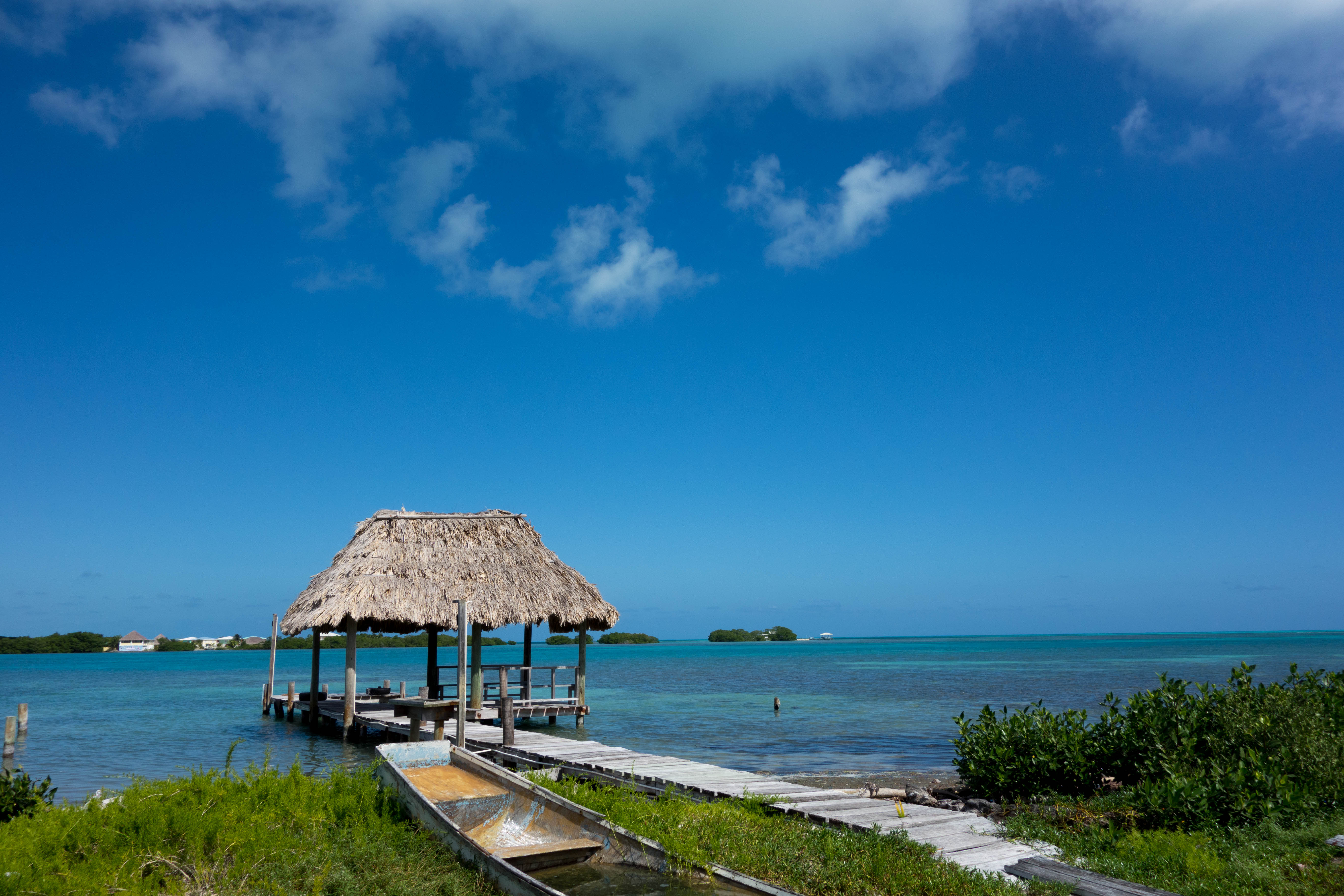
St. George Cay